# ۷۰۳ (قمری)
۷۰۳ (قمری)، هفتصد و سومین سال در گاهشماری هجری قمری است. اول محرم این سال برابر با بیست و سوم اوت سال ۱۳۰۳ میلادی است.

## وابسته
- پوریای ولی
- محمد خدابنده الجایتو